# Emmanuelle (film)
Emmanuelle è un film del 1974 diretto da Just Jaeckin.
Film erotico tratto dal romanzo omonimo di Emmanuelle Arsan, che riscosse un enorme successo e diede origine a una lunga serie di seguiti cinematografici e televisivi.

## Trama
Emmanuelle, giovane francese colta e sensuale dell'alta borghesia, si reca in Thailandia per raggiungere il marito diplomatico, collezionando incontri interessanti durante il volo, tradendolo con due passeggeri, palesando uno stile di vita sessuale libero e intenso, con un prevalente orientamento verso il proprio sesso, avendo avventure con tre donne molto diverse in successione, e incontrando Mario, facendole vivere esperienze più estreme.

## Produzione
Il film venne girato con un budget molto ridotto, pari a quello di un cortometraggio, nonostante la trasferta. Non avendo soldi per sviluppare in loco la pellicola il regista, al suo primo film e altrimenti noto come regista pubblicitario, dovette mandare tutto in Francia sperando che le riprese fossero venute bene. Nonostante le scene sexy che li riguardavano i due attori principali ebbero un rapporto pessimo soprattutto da parte di Cuny che considerava la Kristel una non attrice (cosa in parte vera visto che aveva alle spalle un solo film altrimenti era conosciuta solo come modella). Il film venne girato praticamente senza permessi tanto che durante la scena in cui la protagonista e una sua amica si divertono sotto una cascata, intervenne la polizia locale che interruppe le riprese in quanto 'distraevano' una cerimonia buddista organizzata lì vicino.

## Distribuzione
Il film è stato distribuito in Italia dalla Cineriz nel novembre 1974, presentando numerosi tagli e un montaggio tale da stravolgere la trama originale.
Il doppiaggio è della SAS con la voce della protagonista di Emanuela Fallini.
Il film è circolato in Italia in edizione home video in VHS nella suddetta versione. L'edizione DVD del 2008, a cura della Universal/Studio Canal, integrale, presenta il montaggio originale e un nuovo doppiaggio.